# آنتونی جی دماریا
آنتونی جی دماریا (انگلیسی: Anthony J. DeMaria) یک فیزیک‌دان اهل ایالات متحده آمریکا است.